# Actio certae creditae pecuniae
Die actio certae creditae pecuniae (unter Rechtshistorikern auch als condictio certae creditae pecuniae behandelt) war im altzivilen römischen Recht eine Rückzahlungsklage aus dem Bereich der Verbalkontrakte. Mit der Klage verfolgte der Gläubiger einer Forderung die Rückzahlung der „geschuldeten Geldsumme“ (creditae certae pecuniae), die regelmäßig aus Darlehen (mutuum) oder Stipulation entstanden war. Voraussetzung war die Nichterfüllung der Verpflichtung bei Fälligkeit. Die Darlehensgewährung erfolgte im römischen Recht grundsätzlich unentgeltlich, weshalb Zinsenvereinbarungen gesondert durch Stipulation getroffen werden mussten. Zinsen (usurae) mussten ebenfalls mittels der actio certae creditae pecuniae eingeklagt werden. 
Eine Sonderform bildete das depositum irregulare, eine Mischform aus Darlehen (mutuum) und Verwahrungsvertrag (depositum). Mischverträge dieser Art konnten mit der actio depositi directa verfolgt werden (bonae fidei iudicium), zumal Zinsvereinbarungen in diesem Zusammenhang formfrei vorgenommen werden konnten.
Die Klage fand auch bei Litteralverträgen Anwendung, wenn Verbindlichkeiten in Darlehen umgewandelt worden waren.